# Abagrotis duanca
Abagrotis duanca là một loài bướm đêm thuộc họ Noctuidae. Nó được tìm thấy ở Tây Bắc Thái Bình Dương của Bắc Mỹ. Tại Alberta, nó đã được sưu tập chỉ ở góc cực đông nam.
Sải cánh dài khoảng 28 mm. Con trưởng thành bay từ tháng 6 đến tháng 7 làm một đợt ở Alberta.
Chúng ăn các thực vật như Artemisia tridentata.